# Disney XD (Australia y Nueva Zelanda)
Disney XD fue un canal de televisión por suscripción australiano de programación infantil para niños de entre 7 a 14 años, que combinaba programas de acción en vivo y de animación. El canal fue lanzado 10 de abril de 2014 en Foxtel y finalizó sus transmisiones en Australia el 6 de enero de 2019 con Mech-X4 como última emisión.

## Historia
El 3 de febrero de 2014, el proveedor de televisión australiano Foxtel anunció que lanzaría dos nuevos canales dirigidos a la familia durante la Pascua de 2014. A finales de febrero de ese mismo año, se anunció que Disney XD sería uno de estos canales el cual finalmente fue lanzado el 10 de abril de 2014.
El 24 de diciembre de 2014, el canal fue lanzado en Nueva Zelanda en Sky Television.
El 1 de diciembre de 2018, Foxtel anunció que Disney XD cerrariá trasmisiones el 6 de enero de 2019. Algunas de sus series pasaron a emitirse a Disney Channel. Previo al cese de transmisiones se transmitió Mickey mouse (2013) y a su término un comercial de Pickle & Peanut y luego se mostró el cartel que informaba a los espectadores que el canal finalizó sus emisiones.